# Bubierca
Bubierca è un comune spagnolo di 97 abitanti situato nella comunità autonoma dell'Aragona.